# Sugao Kambe
Sugao Kambe (神戸 清雄 Kambe Sugao?, nacido el 2 de agosto de 1961 en Shizuoka) es un exfutbolista japonés y entrenador.

## Clubes

### Como futbolista
| Club     | País  | Año         |
| -------- | ----- | ----------- |
| Honda FC | Japón | 1984 - 1990 |

### Como entrenador
| Club                                                | País                     | Año         |
| --------------------------------------------------- | ------------------------ | ----------- |
| JEF United Ichihara                                 | Japón                    | 2000        |
| JEF United Ichihara                                 | Japón                    | 2001        |
| Selección de fútbol de Filipinas                    | Filipinas                | 2002 - 2003 |
| Selección de fútbol de Guam                         | Guam                     | 2003 - 2005 |
| Selección de fútbol de las Islas Marianas del Norte | Islas Marianas del Norte | 2009        |
| JEF United Chiba                                    | Japón                    | 2011        |
| Nakhon Ratchasima FC                                | Tailandia                | 2013 - 2016 |
| Chiangmai FC                                        | Tailandia                | 2016 - 2017 |
| Ubon UMT United FC                                  | Tailandia                | 2018        |
| Nongbua Pitchaya FC                                 | Tailandia                | 2019        |
| Khon Kaen United FC                                 | Tailandia                | 2020 - 2021 |
| Rayong FC                                           | Tailandia                | 2021        |